# Youness Mokhtar
Youness Mokhtar (en árabe: يونس مختار‎, Utrecht, Países Bajos, 29 de agosto de 1991) es un futbolista marroquí-neerlandés. Juega de extremo en el DVS '33 de la Derde Divisie.

## Selección nacional
Nació en los Países Bajos y es de ascendencia marroquí. A nivel internacional, jugó para los Países Bajos en la categoría sub-17 y sub-19, y con Marruecos en las categorías sub-20 y sub-23.

## Estadísticas
Actualizado al último partido disputado el 8 de octubre de 2020.
| F. C. Eindhoven · Países Bajos | 2.ª           | 2011-12       | 27  | 8  | 3  | 0 | - | - | 30  | 8  |
| F. C. Eindhoven · Países Bajos | Total club    | Total club    | 25  | 8  | 3  | 0 | 0 | 0 | 30  | 8  |
| PEC Zwolle · Países Bajos | 1.ª           | 2012-13       | 32  | 6  | 5  | 3 | - | - | 37  | 9  |
| PEC Zwolle · Países Bajos | 1.ª           | 2013-14       | 4   | 1  | 0  | 0 | - | - | 4   | 1  |
| Jong F. C. Twente · Países Bajos | 2.ª           | 2013-14       | 1   | 1  | -  | - | - | - | 1   | 1  |
| Jong F. C. Twente · Países Bajos | Total club    | Total club    | 1   | 1  | 0  | 0 | 0 | 0 | 1   | 1  |
| F. C. Twente · Países Bajos | 1.ª           | 2013-14       | 25  | 3  | 1  | 0 | - | - | 26  | 3  |
| F. C. Twente · Países Bajos | 1.ª           | 2014-15       | 32  | 5  | 5  | 2 | 2 | 0 | 39  | 7  |
| F. C. Twente · Países Bajos | Total club    | Total club    | 57  | 8  | 6  | 2 | 2 | 0 | 65  | 10 |
| Al Nassr Arabia Saudita | 1.ª           | 2015-16       | 7   | 0  | 2  | 0 | - | - | 9   | 0  |
| Al Nassr Arabia Saudita | Total club    | Total club    | 7   | 0  | 2  | 0 | 0 | 0 | 9   | 0  |
| PEC Zwolle · Países Bajos | 1.ª           | 2016-17       | 24  | 4  | 1  | 1 | - | - | 25  | 5  |
| PEC Zwolle · Países Bajos | 1.ª           | 2017-18       | 32  | 8  | 4  | 2 | - | - | 36  | 10 |
| PEC Zwolle · Países Bajos | Total club    | Total club    | 56  | 19 | 10 | 6 | 0 | 0 | 102 | 25 |
| Ankaragücü Turquía | 1.ª           | 2018-19       | 12  | 1  | 3  | 0 | - | - | 15  | 1  |
| Ankaragücü Turquía | Total club    | Total club    | 12  | 1  | 3  | 0 | 0 | 0 | 15  | 1  |
| Stabæk IF · Noruega | 1.ª           | 2019          | 2   | 0  | -  | - | - | - | 2   | 0  |
| Stabæk IF · Noruega | Total club    | Total club    | 2   | 0  | 0  | 0 | 0 | 0 | 2   | 0  |
| Columbus Crew S. C. Estados Unidos | 1.ª           | 2019          | 8   | 1  | -  | - | - | - | 8   | 1  |
| Columbus Crew S. C. Estados Unidos | 1.ª           | 2020          | 14  | 3  | -  | - | - | - | 14  | 3  |
| Columbus Crew S. C. Estados Unidos | Total club    | Total club    | 22  | 4  | 0  | 0 | 0 | 0 | 22  | 4  |
| Total carrera | Total carrera | Total carrera | 174 | 41 | 24 | 8 | 2 | 0 | 246 | 49 |
| (1) Incluye datos de la Copa de los Países Bajos, la Copa del Rey de Campeones y la Copa de Turquía (2) Incluye datos de la Liga Europa de la UEFA |               |               |     |    |    |   |   |   |     |    |